# Oddone Scarito
Oddone Scarito (fl. XIII secolo) è stato un politico sammarinese del XIII secolo.
Consul, figura evolutasi nell'attuale Capitano Reggente, in almeno due occasioni, dal 1º ottobre 1243 al 1º aprile 1244 con Filippo da Sterpeto e dal 1º aprile al 1º ottobre 1253 con Andrea Superchj, è il primo capo di Stato della Repubblica di San Marino di cui si è a conoscenza.
Ad Oddone Scarito è dedicata una via nel castello di Borgo Maggiore.